# 커리 밥
커리 밥(curry-) 또는 카레밥은 쌀밥에 커리를 곁들인 음식이다. 남아시아식 커리, 동남아시아식 커리(태국의 깽, 캄보디아의 끄르엉 요리 등), 일본식 카레라이스 등 여러 가지 커리 요리를 곁들일 수 있다.

## 종류
밥 위에 커리를 얹어 덮밥 형태인 것은 커리 덮밥이나 카레덮밥, 커리가루를 넣어 볶은 밥은 커리 볶음밥이나 카레볶음밥으로 부른다.

### 동아시아

#### 한국
1925년 《동아일보》에 연재된 〈서양료리제법〉에 ‘카레라이스 만드는 법’이 소개되었다. 카레는 고추와는 달리 매우면서도 찬 음식으로 여름 요리로 추천되기도 했다. 부재료로는 소고기나 게, 조갯살, 우렁이와 인삼, 닭고기, 돼지고기를 사용하기도 했다.
1968년에는 오뚜기(당시 명칭 풍림상사)에서 카레에 설탕과 밀가루, 조미료를 혼합하여 즉석에서 조리할 수 있는 인스턴트 카레가 출시되었다. 1981년에는 '오뚜기 3분 카레'라는 레토르트 카레가 등장하였다.

#### 일본
일본에서는 쌀밥에 일본식 커리인 카레를 곁들인 카레라이스(カレーライス)를 먹는다.

### 동남아시아
말레이시아, 싱가포르, 인도네시아에서는 나시 카리(nasi kari)를 먹는다. 이는 쌀밥(또는 크투팟이나 론통)에 커리(른당, 굴라이, 오포르 아얌, 구득, 카리 아얌, 카리 캄빙, 카리 크팔라 이칸 등), 삼발, 아차르, 바왕 고렝을 곁들인 음식이다.

### 남아시아
인도를 비롯한 남아시아 지역에서는 쌀밥을 여러 가지 커리와 먹는다.

## 사진

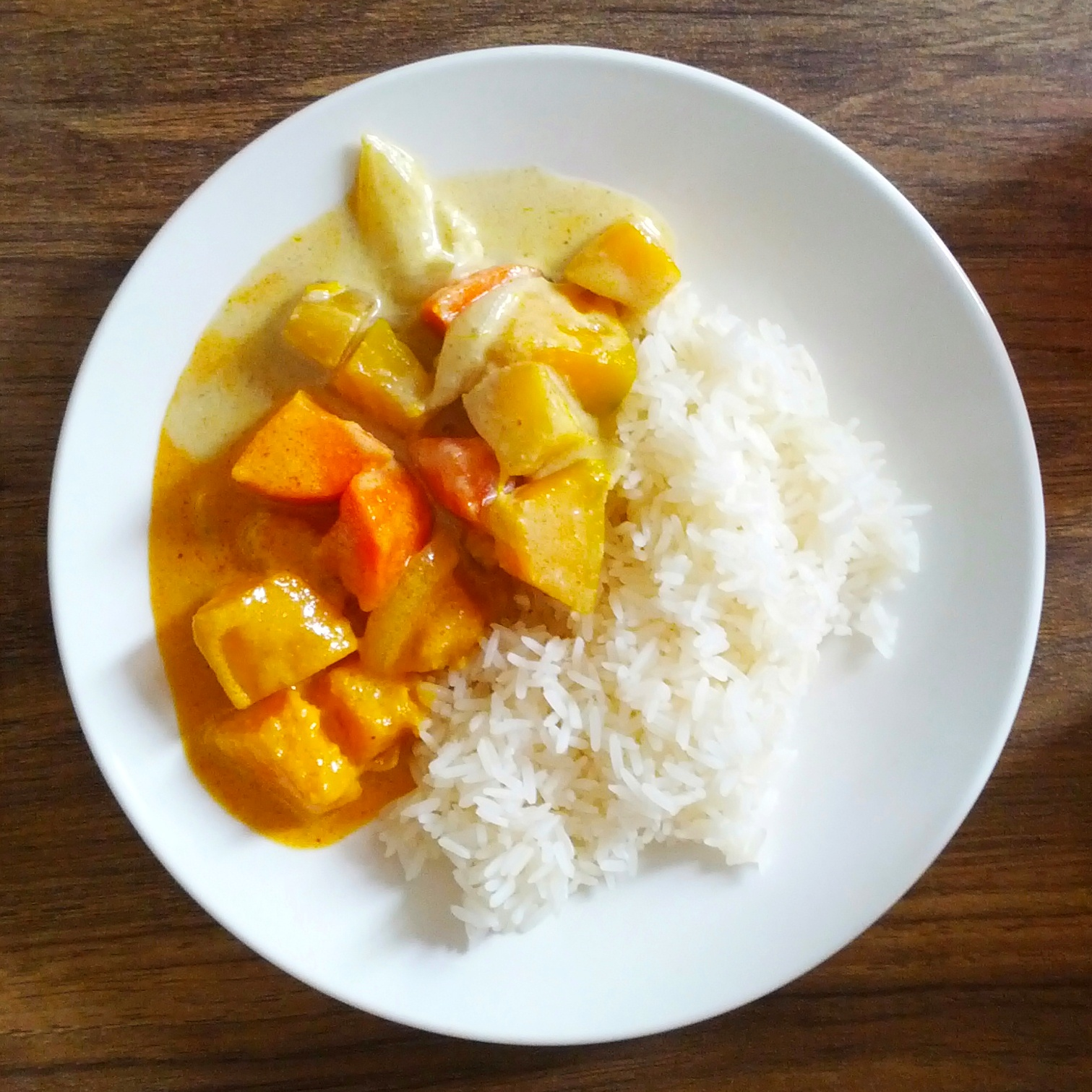
옐로 커리와 재스민쌀밥
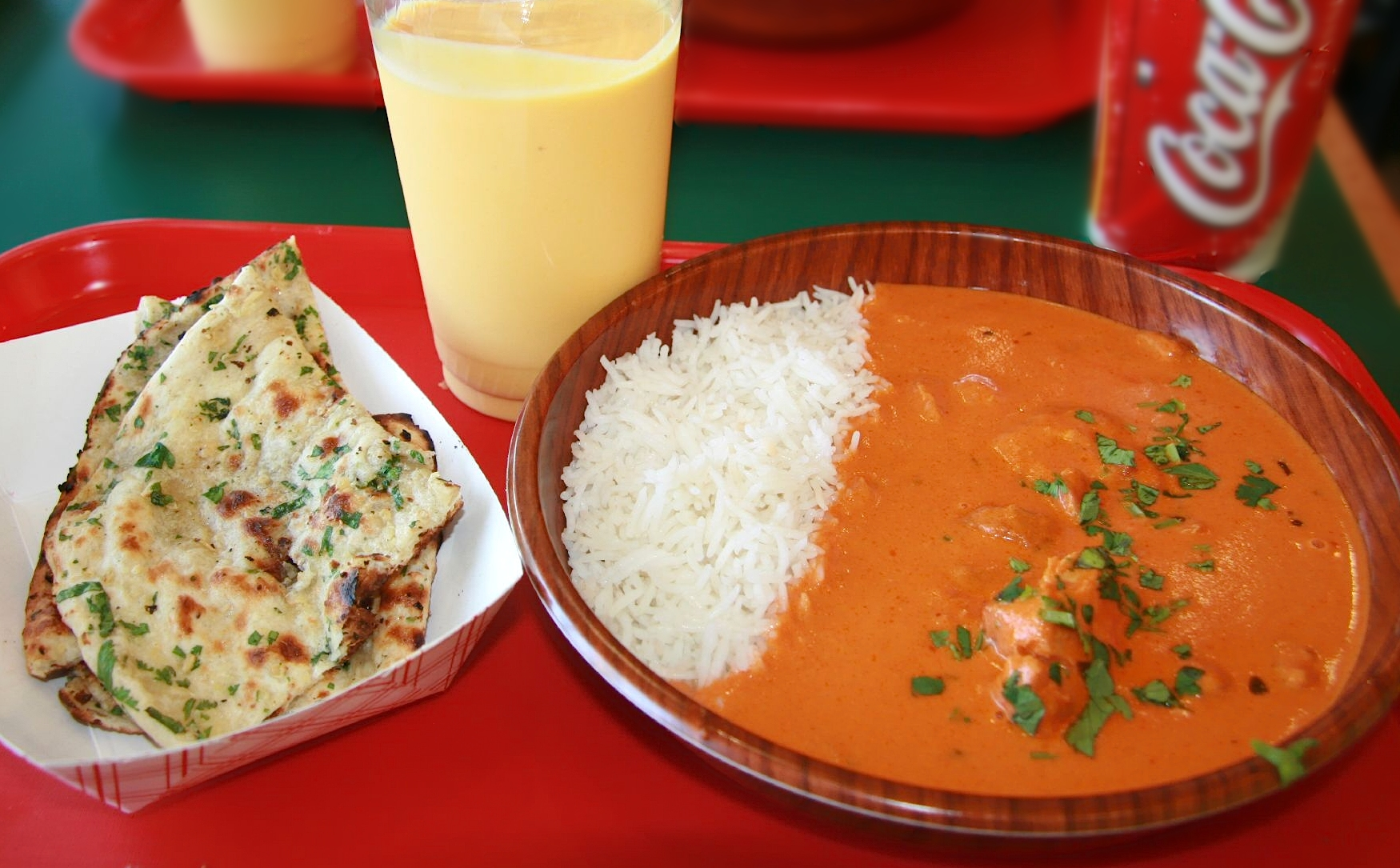
치킨 티카 마살라와 쌀밥
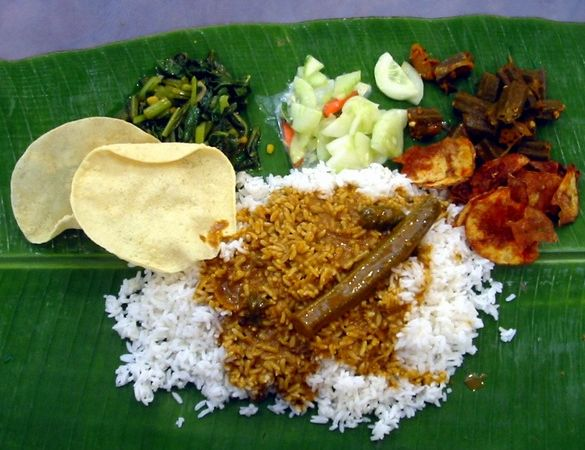
바나나잎 밥

## 같이 보기
- 달 바트
- 바나나잎 밥
- 하이라이스